# À bas la baby-sitter !
À bas la baby-sitter ! (France) ou À bas les baby-sitters ! (Québec) (My Sister, my Sitter) est le 17e épisode de la saison 8 de la série télévisée d'animation Les Simpson.

## Synopsis

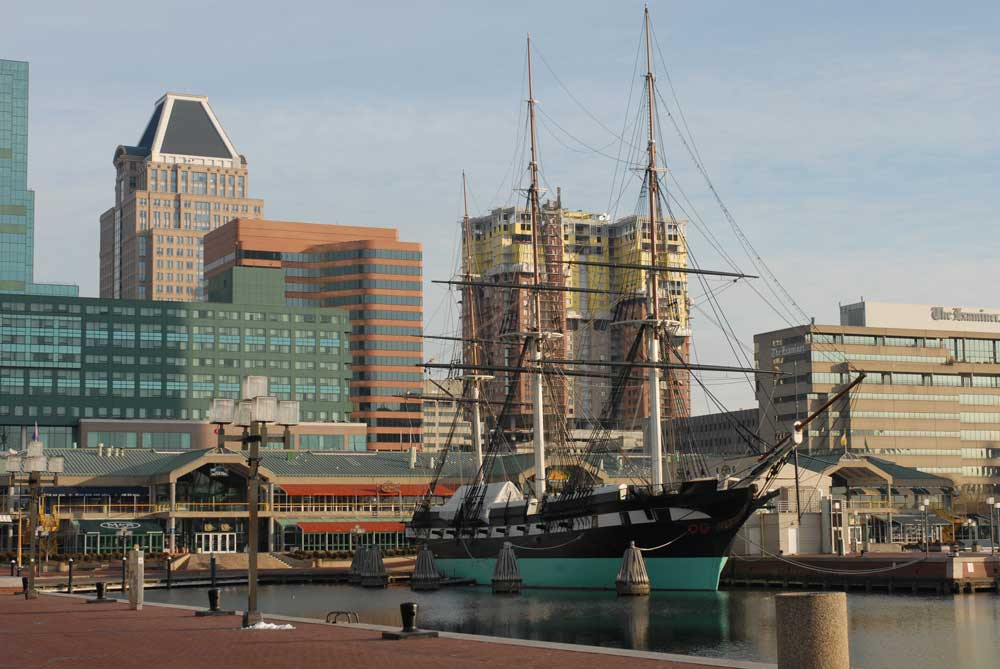
Le Squidport a été inspiré par des rénovations de front de mer comme celles de Harborplace à Baltimore.

Alors qu'un nouveau port va être inauguré en grande pompe à Springfield, Lisa envisage de faire du babysitting pour gagner un peu d'argent - et sans doute gagner la confiance des gens, en prouvant ses capacités malgré son jeune âge : « Je suis très mûre pour mon âge ! » déclare-t-elle à son sujet. Elle passe des annonces, notamment lors de la messe du révérend Lovejoy. Malgré toute sa volonté, personne n'accepte de la prendre à son service.
Forcé de s'envoler vers la Terre sainte pour secourir sa femme, Ned Flanders se résout en catastrophe à lui confier la garde de ses enfants, bien qu'il la juge trop jeune pour garder ses deux fils « turbulents ». Lisa s'acquitte sans le moindre problème de sa mission. Dès lors la nouvelle se répand et bientôt Lisa voit sa clientèle s'agrandir. Tout marche très bien, y compris ses finances, et le docteur Hibbert va jusqu'à déclarer qu'il n'a « jamais vu une petite fille aussi responsable ». C'est une grande fierté pour la demoiselle.
Cependant, le port et ses boutiques chic sont sur le point d'être inaugurés, et pour l'occasion Homer et Marge, habillés en smoking et robe de soirée, y passent la nuit. Mais ils ont décidé de confier à Lisa la tâche de « les (sic) garder ce soir ». Horrifié et atterré, Bart, ne pouvant accepter que sa sœur cadette joue la baby-sitter, va tout faire pour lui pourrir la vie ce jour-là.

## Référence culturelle
Le livre que lit Lisa Les baby-sitters jumelles est une parodie du Club des Baby-sitters